# Slottsbols småsjöar, västra
Slottsbols småsjöar, västra är en sjö i Laxå kommun i Västergötland och ingår i Motala ströms huvudavrinningsområde. Sjöns area är 0,004 kvadratkilometer och den befinner sig 213 meter över havet.